# Каламба (місто)
Каламба (філ.: Lungsod ng Calamba), також Каламба-Сіті — місто в провінції Лагуна на Філіппінах. Місто Каламба є адміністративним центром регіону Калабарсон. 
Каламба розташоване за 54 км на південь від Маніли та відоме як місто-курорт завдяки численним гарячим джерелам. Місто лежить на північних схилах згаслого вулкана — гори Макілін.
За даними перепису 2015 року, місто має населення 454 468 осіб, що робить його найбільш густозаселеною одиницею місцевого самоврядування в провінції.
Місто Каламба є батьківщиною філіппінського національного героя Хосе Рісаля.

## Галерея

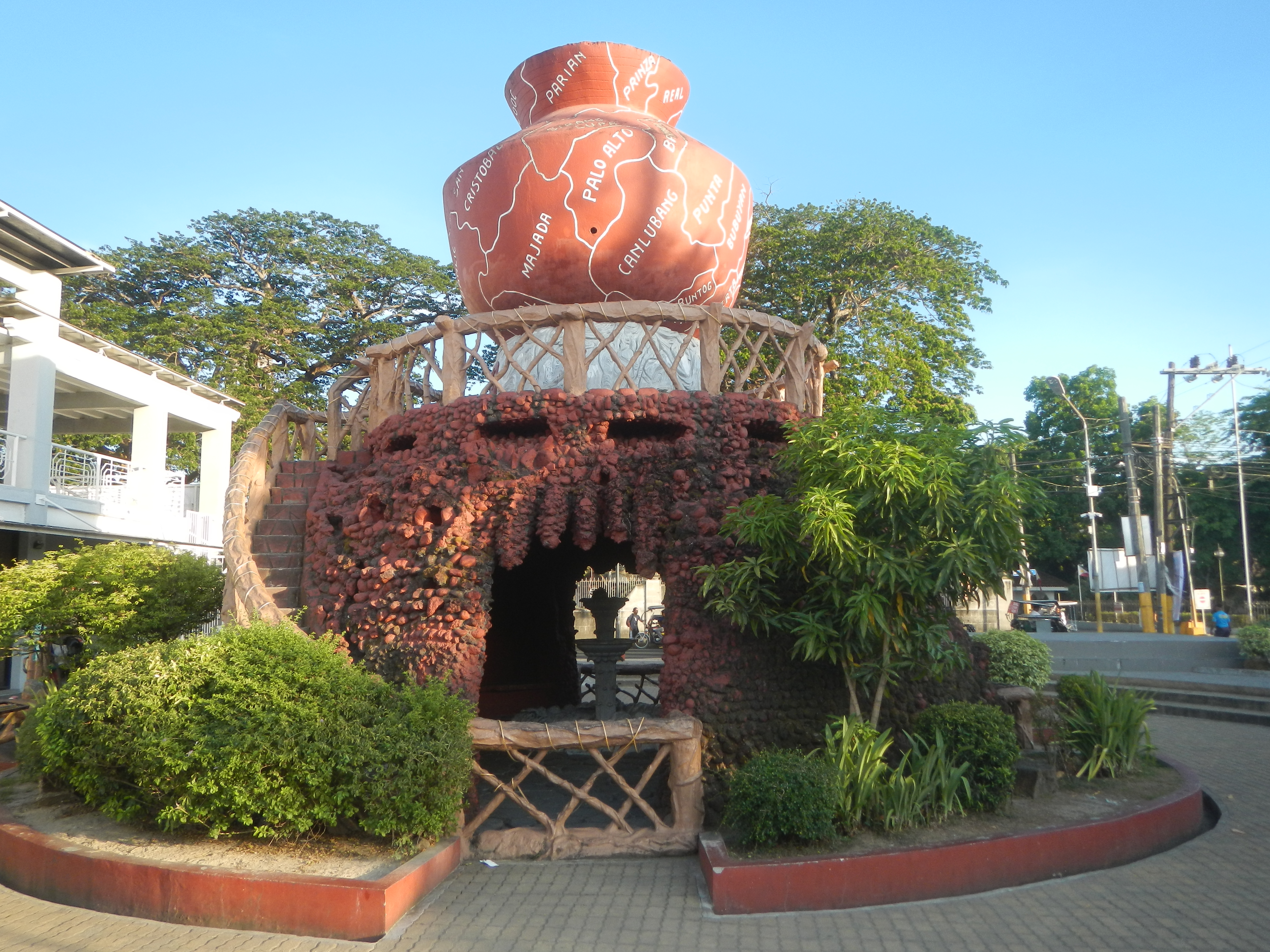
Глиняний горщик
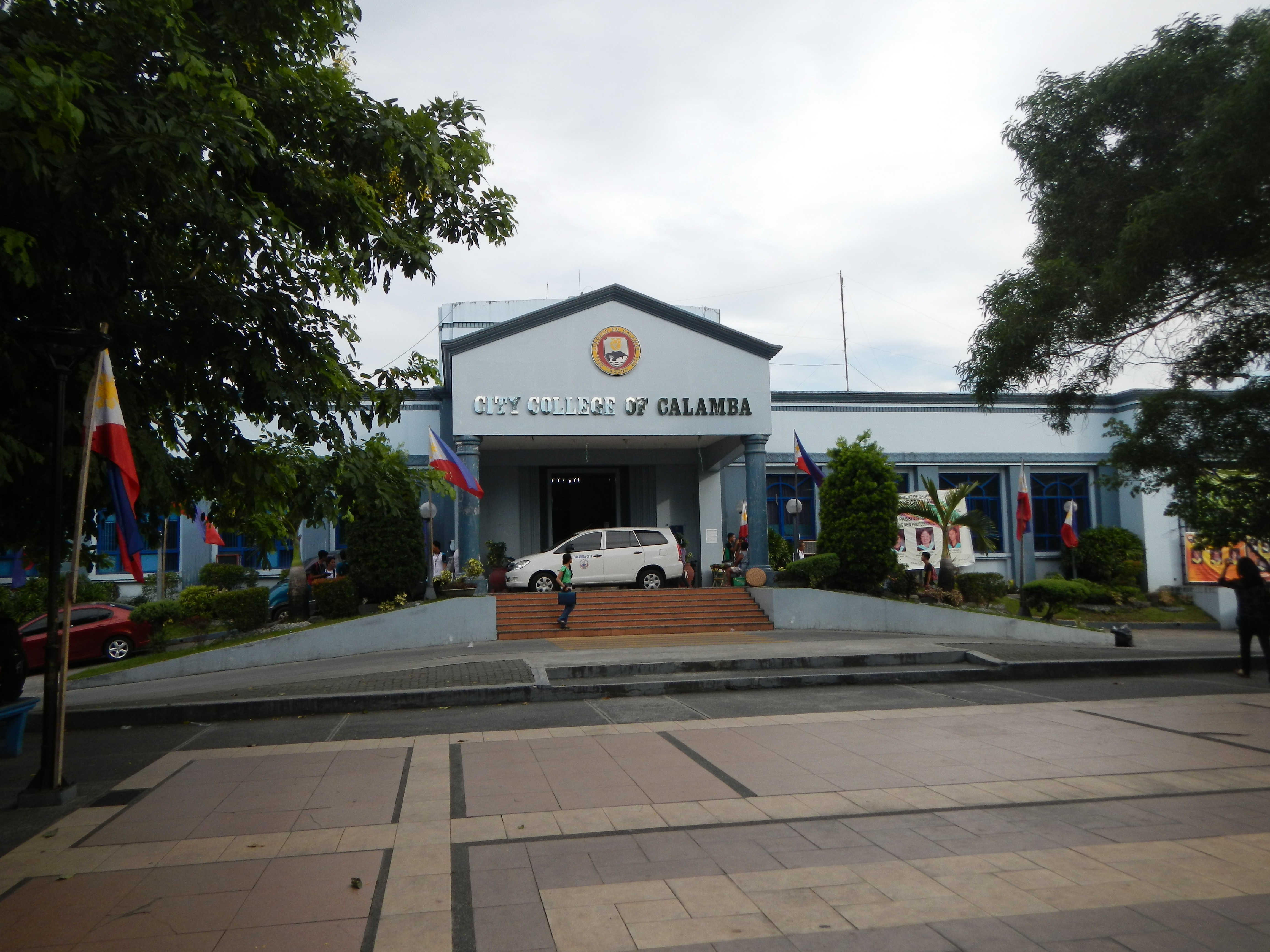
Міський коледж